# 伊烏納
20°20′45″S 41°32′9″W / 20.34583°S 41.53583°W

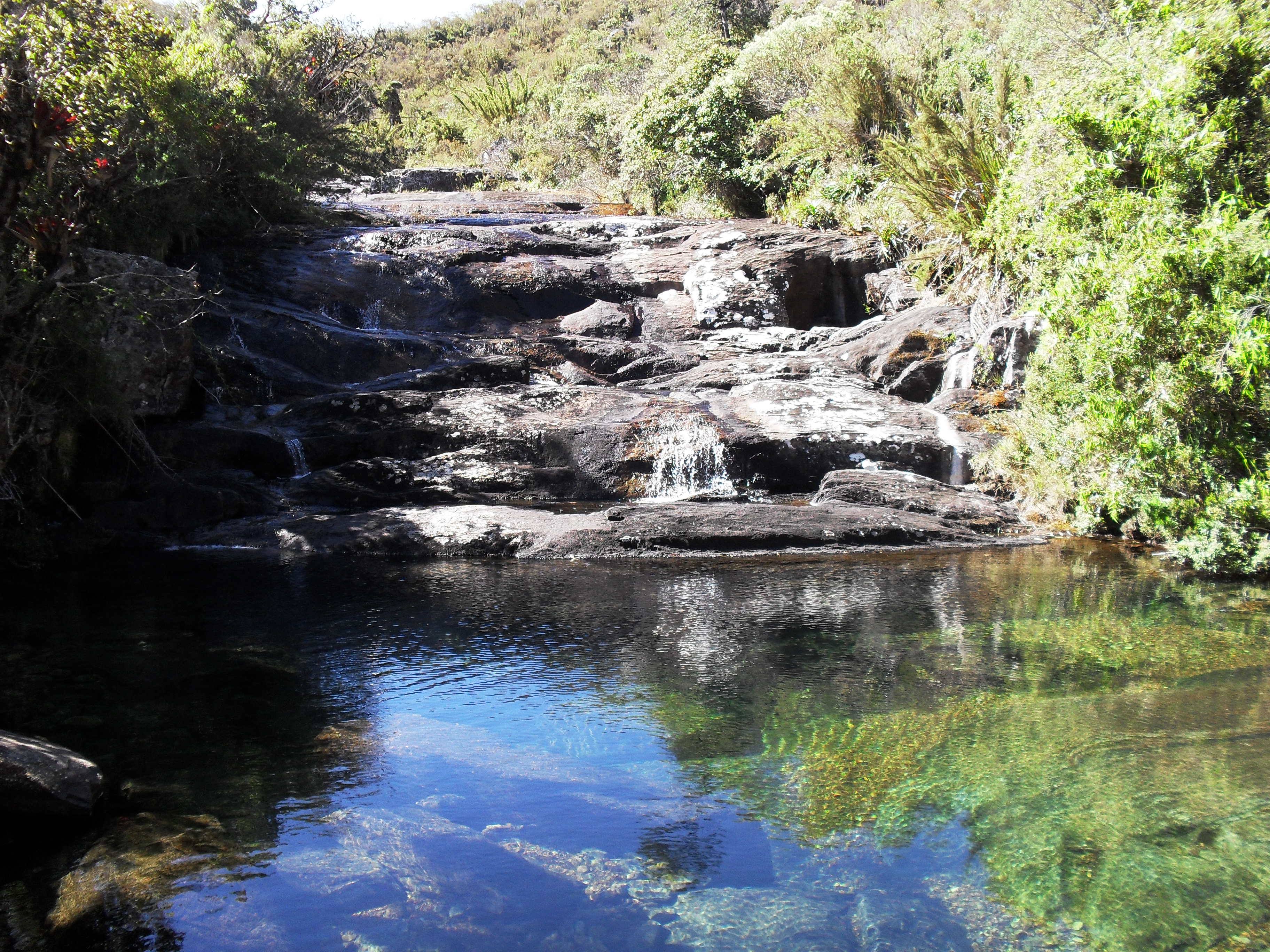
伊烏納

伊烏納（葡萄牙語：Iúna），是巴西的城鎮，位於該國東南部，由聖埃斯皮里圖州負責管轄，始建於1890年11月11日，面積461平方公里，海拔高度670米，2010年人口27,340，人口密度每平方公里59.37人。